# Majorettes

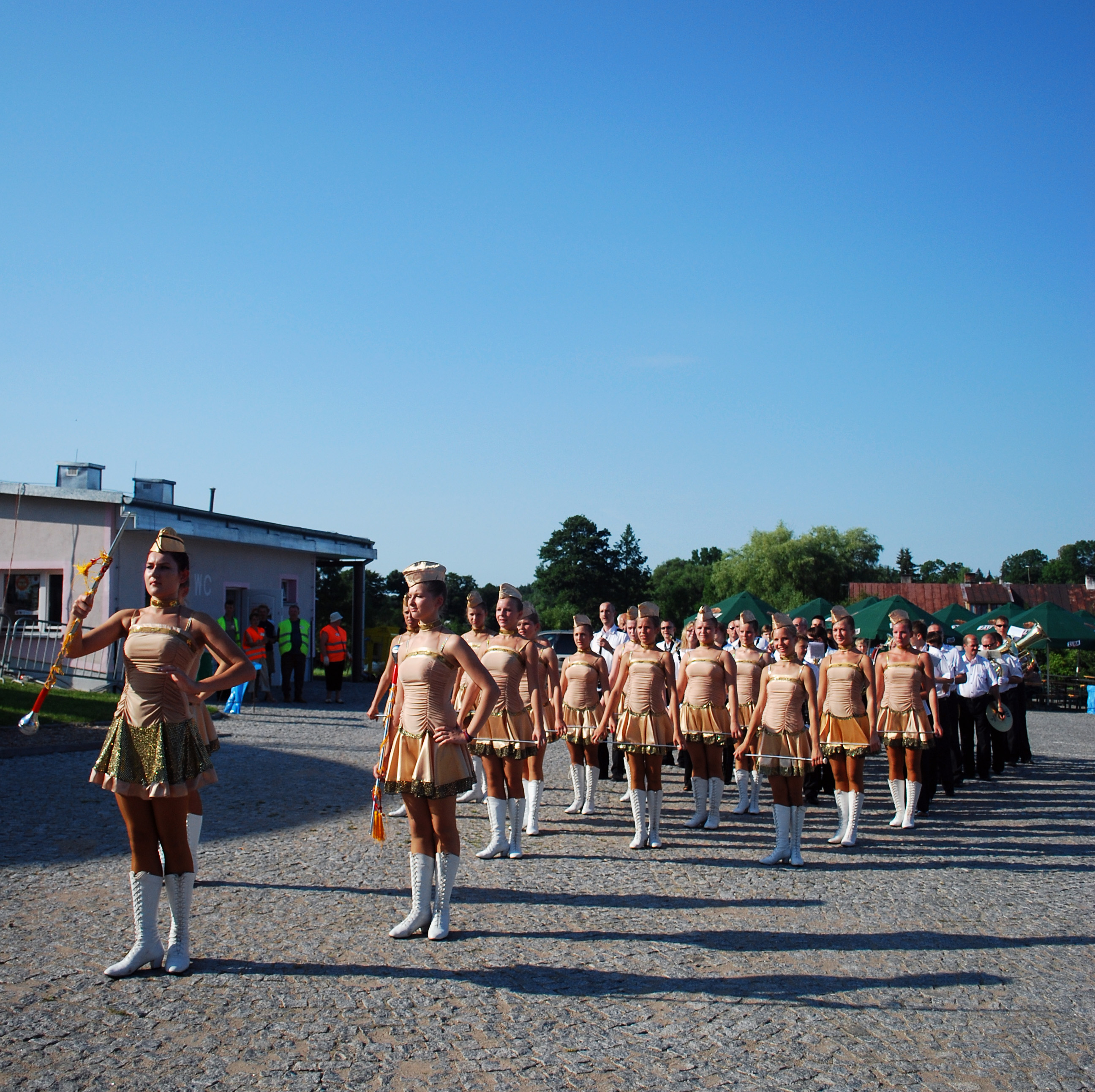
Grup de majorettes en formació amb acompanyament de banda.

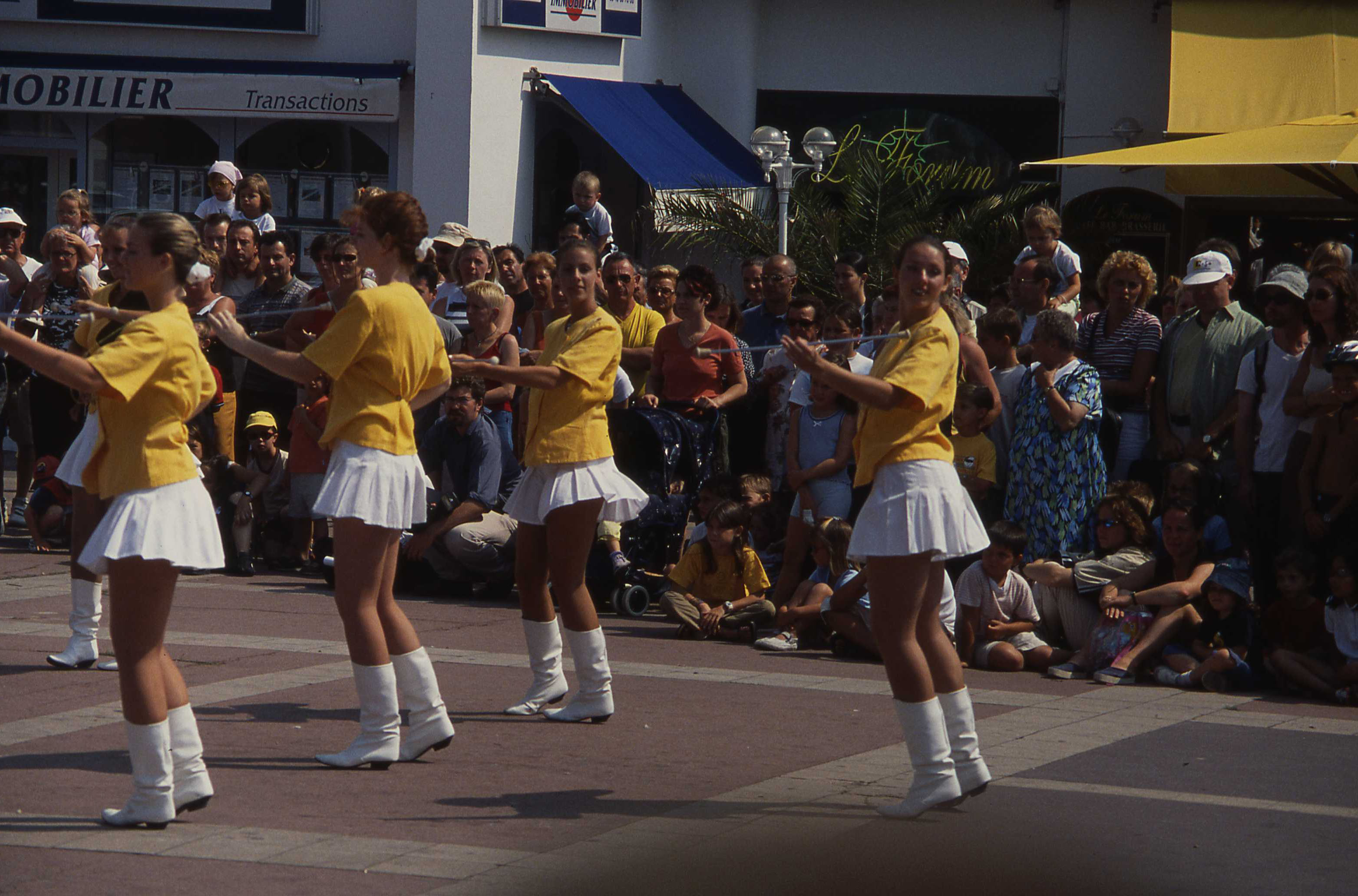
Majorettes en plena exhibició de twirling baton.

Les majorettes (en francès) són noies que, uniformades i en formació, desfilen pel carrer generalment seguides d'una banda de música, en ocasió de les festes locals. Solen portar barret i jaqueta militars, minifaldilla i botes altes. Mentre desfilen, fan girar un bastó metàl·lic amb una tècnica esportiva denominada twirling baton. Aquests grups, que són molt populars a França i en altres països europeus, també participen en gales i en campionats. A l'estat espanyol es van popularitzar molt a la dècada de 1970, però després van anar decaient progressivament.
Les majorettes no s'han de confondre amb les animadores esportives, originàries de Nord-amèrica.